# George Ridpath
George Ridpath, mort en 1726, est un journaliste et éditeur écossais de la fin du XVIIe siècle, marqué par le protestantisme et les idées du parti whig, qui a marqué l'époque de la Glorieuse révolution britannique et de son corollaire, la Révolution financière britannique en tant que patron du journal Flying Post.

## Biographie
George Ridpath est probablement né dans le Berwickshire, où il grandit aux côtés de sa mère, à Colbrandspath avant de partir étudier à l'université d'Édimbourg, où il prend une part active, en 1681, à la décision des étudiants de brûler une effigie du pape, ce qui lui vaut cinq semaines de prison. Il est probablement le fils de George Readpath et le petit fils de Thomas Readpath, propriétaires fonciers. 
En 1687, George Ridpath publie Shorthand yet Shorter, dédicacé à Lord Wharton, dont il est l'un des domestiques. Lors de la Glorieuse révolution britannique, il devient journaliste à Londres et publie en 1693, sous le pseudonyme de "Will Laick", de violents pamphlets contre le parti épiscopal en Écosse : An Answer to the Scotch Presbyterian Eloquence et A Continuation of the Answer.
Il fut ensuite l'éditeur du Flying Post, fondé en 1695, qui paraît trois fois par semaine et enregistre un succès commercial. C'est l'un des trois premiers grands journaux de la capitale britannique, avec le Post Boy et Post Man. Stephen Whatley lui succède ensuite à la tête du journal, dont on découvre en 1714 que l'imprimeur Hurt, est en lien avec un journaliste rival qui deviendra célèbre comme écrivain, Daniel Defoe. Ce dernier vole au secours de l'imprimeur, s'empare du titre le 27 juillet 1714 et en fait une publication concurrente baptisée The Flying Post and Medley, que Ridpath s'empresse d'appeler le Sham Flying Post.